# Defensivpublikation
Eine Defensivpublikation (kurz Def Pub) bzw. Sperrveröffentlichung (engl. defensive publication oder defensive disclosure) ist die gezielte Veröffentlichung potenziell patentfähiger technischer Inhalte oder Erfindungen zur Schaffung von Stand der Technik als Strategie im gewerblichen Rechtsschutz. Mit einer Defensivpublikation wird die Erfindung bekannt und somit erlischt ihre Patentierbarkeit bzw. Schutzrechtsfähigkeit aufgrund nicht mehr gegebener Neuheit. Gleichzeitig wird durch die Erweiterung des Standes der Technik die patentrechtlich geforderte Hürde der „erfinderischen Tätigkeit“ anderer Erfindungen erhöht.
Eine Defensivpublikation kann die dauerhafte freie Nutzung einer Erfindung sichern, sofern keine anderen Schutzrechte betroffen sind, und wird häufig gezielt zur Wahrung der eigenen Handlungsfreiheit (engl. Freedom to Operate) eingesetzt. Im Zusammenspiel mit anderen Schutzinstrumenten, wie beispielsweise der Anmeldung von Patenten bzw. anderen Schutzrechten oder der Geheimhaltung von Betriebsgeheimnissen, bildet die Defensivpublikation einen zusätzlichen Baustein einer ganzheitlichen Intellectual-Property-Management-Strategie.

## Einführung
Die Defensivpublikation als Strategie im gewerblichen Rechtsschutz wird beispielsweise angewendet bei
- kleinen Weiterentwicklungen (Schutzrechtsanmeldung zu aufwendig oder zu teuer),
- Innovationen in „schnellen Märkten“ (Patenterteilungsverfahren langsamer als Entwicklung),
- schlechter Nachweisbarkeit einer Schutzrechtsverletzung (Durchsetzung des Schutzrechts aufwendig),
- oder wenn die Durchsetzung von Exklusivrechten von vornherein nicht angestrebt wird
- oder als Bestandteil einer Intellectual-Property-Management-Strategie, die Probleme löst, welche durch die Geheimhaltung von Patentanmeldungen bis 18 Monate nach Anmeldung und Artikel 54(3) und Artikel 56 EPÜ (Europäisches Patentübereinkommen) entstehen. Der Patentanmelder kann auch die vorzeitige Offenlegung beantragen.
- somit als Begleitmaßnahme von Patentanmeldungen, indem man nach Einreichen einer eigenen Patentanmeldung auch eine Defensivpublikation macht.

Eine Defensivpublikation bietet den Vorteil, dass sie mit vergleichsweise geringem Ressourcenaufwand die Erfindung offenbart. Das schnelle Verfahren und die geringen Kosten stehen insbesondere dem häufig sehr aufwendigen Verfahren der Anmeldung von Patenten und anderen Schutzrechten gegenüber. Allerdings wird mit der Durchführung einer Defensivpublikation auf die Durchsetzung von Exklusivrechten verzichtet und somit sind auch keine Lizenz- oder anderweitige Schutzrechtseinnahmen zu erwarten.
Der Einsatzbereich der Defensivpublikation ist daher häufig dort, wo auf der einen Seite die Durchsetzung eines Patents schwierig oder sein Kosten-Nutzen-Verhältnis ungünstig ist und auf der anderen Seite eine Geheimhaltung nicht dauerhaft sicherzustellen ist.
Defensivpublikationen gelten auch als ein geeignetes Mittel gegen sogenannte Patent-Trolle. Dazu werden im Allgemeinen solche Personen oder Unternehmen gezählt, die Patente durch Lizenzvergabe verwerten oder über Patentverletzungsverfahren durchsetzen, ohne selbst Erfinder des Schutzgegenstandes zu sein oder diesen zu benutzen. In vielen Fällen handelt es sich um rechtlich zweifelhafte Patente auf bereits bekannte oder scheinbar triviale Technologien. Durch eine geeignete Defensivpublikation vor deren Zeitrang kann verhindert werden, dass derartige Patente erteilt werden.
Des Weiteren sind Defensivpublikationen auch für Anwender interessant, die keine Patentierung oder Geheimhaltung ihrer Erfindungen anstreben, sondern diese im Gegenteil der Allgemeinheit dauerhaft zur freien Benutzung zur Verfügung stellen wollen. Forschungseinrichtungen, öffentliche Einrichtungen sowie die Open-Source-Bewegung sind Beispiele derartiger Anwender.
Ein weiteres Beispiel für Defensivpublikationen ist die Sicherung des traditionellen Wissens verschiedener Kulturen in eigens dafür eingerichteten Datenbanken, zum Beispiel der Traditional Knowledge Digital Library zur Dokumentation indischer Medizinsysteme Ayurveda, Unani, Siddha und Yoga. Mit solchen Datenbanken reagieren Staaten wie Indien auf die Patentierung von genetischen Ressourcen und Erkenntnissen, die in bestimmten Kulturen seit Jahrhunderten als Allgemeingut zählen (Biopiraterie). Bisher ließ sich die traditionelle Nutzung nur schlecht nachweisen, weil traditionelles Wissen in vielen Fällen nur mündlich überliefert ist und insbesondere den Patentämtern nicht oder nur unzureichend zugänglich war. Die neu geschaffenen Datenbanken sollen diese Lücke schließen und insbesondere den Patentprüfern den Zugang zu diesem Wissen erleichtern.
Daneben existieren auch kommerzielle Datenbanken, wie IP.com, Prior Art Publishing, protegas oder Research Disclosure, die Unternehmen und Privatpersonen gegen eine Gebühr die Durchführung von Defensivpublikationen anbieten.

## Rechtlicher Rahmen

### Patentrecht
Die Wirkungsweise von Defensivpublikationen ergibt sich indirekt aus den Gesetzesvorschriften, internationalen Abkommen und der Rechtsprechung zur Anmeldung von Patenten und anderen Schutzrechten. In Deutschland fordert das Patentgesetz als Grundvoraussetzung für die Patentierbarkeit einer Erfindung, dass diese neu ist, auf einer erfinderischen Tätigkeit beruht und gewerblich anwendbar ist (§ 1 Abs. 1 PatG). Die Entscheidung, ob etwas ‚neu‘ und damit schutzwürdig ist, wird durch den Begriff Stand der Technik bestimmt. Dieser umfasst dabei alle Kenntnisse, die der Öffentlichkeit durch schriftliche oder mündliche Beschreibung, durch Benutzung oder in sonstiger Weise zugänglich gemacht worden sind (§ 3 Abs. 1 PatG). Bei der Prüfung der Neuheit ist es nicht zulässig, verschiedene Teile des Stands der Technik miteinander zu kombinieren.
Darüber hinaus hat die Defensivpublikation Auswirkungen auf die Patentfähigkeit späterer, ähnlicher Erfindungen. Diese Erfindungen gelten nicht mehr als patentierbar, wenn sie im Vergleich zum Stand der Technik keine erfinderische Tätigkeit aufweisen, d. h. sich für den Fachmann in naheliegender Weise aus dem Stand der Technik ergeben (§ 4 PatG). Dabei ergibt sich die Erfindungshöheschädlichkeit nicht allein aus der Defensivpublikation, sondern aus der Kombination der Defensivpublikation mit dem übrigen Stand der Technik (sogenannter Mosaikvergleich).
Zusammengefasst: Eine Defensivpublikation erweitert den Stand der Technik und bewirkt damit:
1. Die Zerstörung der patentrechtlich geforderten Neuheit späterer inhaltsgleicher Schutzrechtsanmeldungen, zum Beispiel Patente.
2. Die Erhöhung der patentrechtlich geforderten „erfinderischen Tätigkeit“ späterer, naheliegende Schutzrechtsanmeldungen, zum Beispiel Patente.

### Arbeitnehmererfinderrecht
Viele Erfindungen entstehen im Rahmen eines Arbeitsverhältnisses und müssen in Deutschland als sogenannte Diensterfindungen gemäß dem Arbeitnehmererfindungsgesetz (ArbNErfG) behandelt werden. Das ArbNErfG soll für einen Interessenausgleich zwischen dem Arbeitgeber und dem Arbeitnehmer sorgen und verpflichtet den Arbeitnehmer zu einer unverzüglichen Meldung der Diensterfindung (§ 5 ArbnErfG) und den Arbeitgeber zur Inanspruchnahme oder einer Freigabe der Erfindung (§ 6, § 7, § 8 ArbnErfG). Die Möglichkeit der Durchführung einer Defensivpublikation ist im ArbNErfG nicht explizit erwähnt, ist aber nach Inanspruchnahme gem. § 13 Abs. 2 nach Zustimmung des Arbeitnehmers möglich.
Es ist in der Praxis weit verbreitet, dass Arbeitgeber mit dem Erfinder die Zahlung eines einmaligen festen Betrages zur Abgeltung aller Vergütungsansprüche sowie gesetzlicher Formalpflichten vereinbaren (Incentive-System). Damit ist eine rechtlich einwandfreie Grundlage zur Durchführung einer Defensivpublikation gegeben. Bei der Bemessung der Erfindervergütung für eine Defensivpublikation kann man sich dabei an der Erfindungsverwertung bei Sperrpatenten orientieren.

### Internationale Geltung
Grundlage für die internationale Geltung einer Defensivpublikation sind verschiedene nationale Patentgesetze, internationale Übereinkommen sowie die jeweilige nationale Rechtsprechung in den verschiedenen Ländern. Dabei bilden die patentrechtlichen Begriffe „Neuheit“ und „Stand der Technik“ eine zentrale Rolle. Allerdings sind diese Begriffe zum Teil in den verschiedenen Gesetzestexten unterschiedlich definiert. So gilt beispielsweise im US-amerikanischen Patentrecht ein relativer Neuheitsbegriff und im europäischen Rechtssystem ein absoluter Neuheitsbegriff (siehe auch Tabelle).
In einigen Ländern gilt außerdem eine sogenannte Neuheitsschonfrist, die dem Erfinder trotz Veröffentlichung der eigenen Idee eine Patentanmeldung innerhalb dieser Frist erlaubt. In Deutschland besteht bei Patenten keine Neuheitsschonfrist. Es existiert aber bei Gebrauchsmustern eine Neuheitsschonfrist von sechs Monaten.
Die folgende Tabelle veranschaulicht die wesentlichen für Defensivpublikationen relevanten Unterschiede der Patentrechtsysteme in Europa, den USA und Japan – den drei Regionen der Welt mit den stärksten Patentaktivitäten:
|                                | Europa | USA | Japan                                                             |
| ------------------------------ | --- | --- | ----------------------------------------------------------------- |
| Neuheitsbegriff                | Absolute Neuheit (Art 54 EPÜ), d. h. öffentlich zugängliche Kenntnis (schriftlich, mündlich, Vorbenutzung und in sonstiger Weise) der Erfindung ist neuheitsschädigend | Relative Neuheit (§102 US-PatG), d. h. Einschränkungen des Neuheitsbegriffs vorhanden, zum Beispiel eine mündliche Bekanntmachung der Erfindung im US-Ausland oder ihr dortiger Gebrauch gelten nicht als neuheitsschädigend. | Absolute Neuheit                                                  |
| Maßgeblicher Prüfungszeitpunkt | Tag der Anmeldung – Erstanmelderprinzip (first-to-file-principle) | Tag der Erfindung – Ersterfinderprinzip (first-to-invent-principle) | Tag der Anmeldung – Erstanmelderprinzip (first-to-file-principle) |
| Neuheitsschonfrist             | nein | 12 Monate | 6 Monate                                                          |

## Durchführungsformen
In den USA gibt es auch eine amtliche Form zur Einreichung von Defensivpublikationen (SIR; Statutory Invention Registration). Damit eine Offenbarung zu einem späteren Zeitpunkt tatsächlich als Defensivpublikation wirksam ist, sind die folgenden Punkte wesentlich:
- Eindeutigkeit des Publikationsdatums,
- Nachweis, dass der Inhalt nicht nachträglich verändert wurde,
- ausreichende Beschreibung der Erfindung, aus der sich ihr Aufbau bzw. ihre Funktionsweise für einen Fachmann erschließt, bzw. in der alle relevanten Details beschrieben werden.

Einige gängige Publikationsformen sowie ihre Merkmale sind in der folgenden Übersicht aufgeführt:
| Publikationsform | Merkmale |
| --- | --- |
| Druckschriftliche Veröffentlichung in einem Medium, zum Beispiel einem Magazin oder einem Fachbuch.                  | - gut beweisbares Erscheinungsdatum - eine detaillierte Beschreibung der Erfindung ist möglich - Recherchierbarkeit ist einstellbar, je nach gewähltem Medium (zum Beispiel eine renommierte Fachzeitschrift oder eine kleine Provinzzeitung) |
| Veröffentlichung im Internet, zum Beispiel auf firmeneigener Website oder bei einem kommerziellen Datenbankanbieter. | - eine detaillierte Beschreibung der Erfindung ist möglich - Recherchierbarkeit ist einstellbar, je nach gewähltem Medium (zum Beispiel ein bekannter Datenbankanbieter oder zeitbefristete Veröffentlichung auf eigener Website) - Nachweisbarkeit ist umstritten. Dies kann allerdings durch eindeutige Verfahren, wie Zeitstempelung und digitale Signaturen sichergestellt werden. - International gibt es keine klaren gesetzlichen Regelungen und Grundsatzentscheidungen zu Online-Publikationen. |
| Vorbenutzung, zum Beispiel durch Präsentationen oder Ausstellungen auf Messen                                        | - schlechte Recherchierbarkeit - keine internationale Geltung als Stand der Technik - technische Details sind schlecht nachweisbar - Vorbenutzungsrecht kann eventuell geltend gemacht werden |

Je nach gewünschtem Effekt kann es sinnvoll sein, derart zu veröffentlichen, dass die Publikation weit verbreitet und gut recherchierbar ist, um beispielsweise Konkurrenten schon im Vorfeld davon abzuhalten, ein Schutzrecht auf die beschriebene technische Lehre anzumelden. Eine weite Verbreitung bietet auch Patentprüfern die Möglichkeit, von der Publikation Kenntnis zu erlangen. Es kann aber auch strategisch gewünscht sein, so „versteckt“ wie möglich zu publizieren, um internes Wissen Wettbewerbern nicht oder nur unter Aufwand zu offenbaren. Diese Strategie kombiniert in gewissem Maß die Vorzüge einer Geheimhaltung mit der Absicherung durch eine Defensivpublikation. Wer allerdings seine Defensivpublikation derart versteckt, dass diese von niemandem gefunden wird, läuft Gefahr, dass seine Publikation nicht als Stand der Technik anerkannt wird und somit wertlos ist.
Da eine öffentliche Bekanntmachung einer Erfindung deren Patentierbarkeit zerstört, sollte der Einsatz der Defensivpublikation gut durchdacht werden und strategisch gezielt durchgeführt werden.

## Anwendungsbeispiele

### Schutzrechterteilung unwahrscheinlich
Ein Unternehmen entwickelt eine Technologie und möchte diese durch ein möglichst starkes Schutzrecht (beispielsweise ein Patent) schützen lassen. Recherchen ergeben jedoch, dass es höchst unwahrscheinlich ist, dass dieses angestrebte Patent seitens der Patentämter erteilt wird. Das kann verschiedene Gründe haben. Beispielsweise besteht bereits viel Stand der Technik in diesem Bereich und es ist unklar, ob die Erfindung genug „erfinderische Höhe“ gegenüber dem Stand der Technik aufweist, oder die Technologie fällt in Bereiche, die nicht oder nur unter sehr bestimmten Voraussetzungen patentierbar sind (zum Beispiel Software, Biotechnologie, medizinische Verfahren etc.). Nun stehen sehr hohe Ausgaben für die Anmeldung eines Patentes sehr geringen Erfolgschancen gegenüber. Da jedoch nicht vollständig ausgeschlossen ist, dass eine Patentierung möglich ist, schützt eine Defensivpublikation die Idee auf alle Fälle vor Verbietungsrechten Dritter.

### Randideen/Weiterentwicklungen
In einem stark umkämpften Markt hält ein Unternehmen ein strategisch wichtiges Patent. Wettbewerb und allgemeine Forschungsaktivitäten führen zwangsläufig dazu, dass kleinere Verbesserungen und Veränderungen an der durch das Patent geschützten Technologie erfunden werden. Solche bieten Wettbewerbern die Chance, Patente, die inhaltlich sehr dicht an ihrem Patent sind, anzumelden. Eine eigene Patentierung jeder kleinen Weiterentwicklung sprengt aber den finanziellen Rahmen des Unternehmens (gerade bei kleinen Unternehmen oft der Fall). Um das strategisch wichtige Patent zu stärken und es davor zu bewahren, durch fremde Patente „umschlungen“ oder „durchlöchert“ zu werden, kann es sinnvoll sein, die kleineren Verbesserungen durch Defensivpublikationen abzusichern.

### Schutz vor naheliegenden Patentanmeldungen
Nach Anmeldung eines Patents werden die Unterlagen 18 Monate lang vom Patentamt unter Verschluss gehalten und dann veröffentlicht. Der Patentanmelder kann auch die vorzeitige Offenlegung beantragen. Eine Patentanmeldung bietet ab Anmeldetag Schutz vor der Erteilung fremder Patentanmeldungen, die gegenüber der früheren Anmeldung patentrechtlich „nicht neu“ sind. Bei der Neuheitsprüfung findet ein 1:1-Vergleich von zwei Schriften statt, d. h. andere Patentanmeldungen können nur nicht erteilt werden, wenn sämtliche Aspekte der fremden Anmeldung aus der früheren Anmeldung hervorgehen. Die Erteilung „naheliegender“ Patentanmeldungen ist bis zur Offenlegung der früheren Patentschrift noch möglich. Bei der Prüfung auf naheliegende Erfindungen wird eine so genannte Mosaikprüfung durchgeführt, d. h. mehrere Schriften werden betrachtet und die Erfindung darf sich für einen Fachmann nicht aus der Kombination der Inhalte ergeben. Die parallele Durchführung einer Defensivpublikation nach Einreichung einer Patentanmeldung schützt vor naheliegenden fremden Patenten.